# Flanhult
Flanhult är en medeltida gård i Blåviks socken i Boxholms kommun. Från 1825 tillhörde gården Boxholms AB.

## Historik
Gården ägdes 1700 av ryttmästaren Knut Patkull och i slutet av 1700-talet av Grönhagen. Från 1825 tillhörde gården Boxholms AB.

## Ägarlängd
- 1738 Göran Armsköld
- Agneta Ulfsax (1685-1751)
- Andrietta Fredrika Fröberg (1748-)
- Knut Patkull

## Torp och stugor under Flanhult
- Storhagen (1720-)
- Utterdalen (1763-1900)
- Aspedalen (1791-)